# Ectatosticta baixiang
Espèce
Ectatosticta baixiang est une espèce d'araignées aranéomorphes de la famille des Hypochilidae.

## Distribution
Cette espèce est endémique du Yunnan en Chine,. Elle se rencontre dans le xian de Dêqên.

## Description
Le mâle holotype mesure 10,51 mm et la femelle paratype 11,35 mm.

## Étymologie
Cette espèce est nommée en l'honneur de Baixiang, personnage de La Pérégrination vers l'Ouest.

## Publication originale
- Li, Yan, Lin, Li & Che, 2021 : « Challenging Wallacean and Linnean shortfalls: Ectatosticta spiders (Araneae, Hypochilidae) from China. » Zoological Research, vol. 42, no 6, p. 791-794 & I-XXXIII.